# Cuatro (snaarinstrument)
De cuatro is een aan de gitaar verwant snaarinstrument dat enigszins lijkt op de ukelele. De mensuur ligt tussen gitaar en ukelele in. Evenals de ukelele wordt de cuatro zo gestemd dat opslag en neerslag een bijna gelijke klankkleur krijgen.
De cuatro is een van de populairste instrumenten in Venezuela. Het instrument wordt ook in Trinidad veel bespeeld door lokale calypsozangers. In Puerto Rico is de cuatro een nationaal instrument, maar is daar anders van vorm en heeft vijf dubbele snaren.
Op de Benedenwindse Eilanden van de Antillen: Aruba, Bonaire en Curaçao, is het instrument bekend onder de naam cuarta. Het instrument wordt ook in Suriname bespeeld.

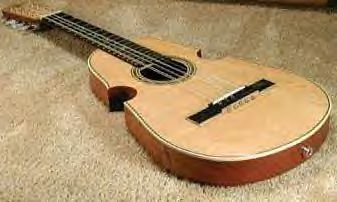
Puerto Ricaanse cuatro